# Stöhna

Stöhna auf einer Karte von 1907

Stöhna war ein Dorf südlich von Leipzig in der Pleißenaue gelegen. 1955 musste es dem Braunkohlebergbau weichen und wurde durch den Tagebau Espenhain überbaggert. Die Fläche ist inzwischen rekultiviert. Der Name des Dorfes ist auf das zum Hochwasserschutz angelegte Rückhaltebecken Stöhna übergegangen.

## Lage und Ortstypik
Stöhna lag etwa 13 km südlich des Zentrums von Leipzig am Westufer der Pleiße und an der Westseite der Pleißenaue, die wegen des geringen Flussgefälles durch zahlreiche Flussverzweigungen und -mäander zwischen Wiesen und kleinen Waldungen gekennzeichnet war und dadurch einen parkähnlichen Charakter aufwies. Die Feldfluren lagen westlich des Dorfes.
Die Nachbarorte von Stöhna waren im Uhrzeigersinn, von Norden beginnend Großdeuben mit Probstdeuben, Zehmen, Rüben, Rötha, Böhlen und Zeschwitz vor dessen Abbaggerung.
Stöhna war ein Gassendorf mit zwei parallelen Dorfteilen. Obwohl überwiegend ländlich geprägt, gab es in den letzten Jahren zahlreiche  Einwohner, die in der Braunkohlenindustrie beschäftigt waren. In Stöhna befand sich auch eine Mühle.

## Verkehr
Stöhna besaß keine Fernverkehrsverbindungen. Örtliche Verbindungsstraßen führten nach Böhlen, Zeschwitz, Großdeuben und Rüben, letztere mit einer Brücke über die Pleiße. Der nächstgelegene Bahnhof war Böhlen an der nahe am Dorf vorbeiführenden Bahnstrecke Leipzig–Hof.

## Geschichte
1305 wurde Stöhna erstmals erwähnt und zwar als Herrensitz in Zusammenhang mit dem Namen Bernhardus de Ztenen. Der Name des sich entwickelnden Dorfes leitete sich von diesem Namen ab und blieb ähnlich:
1350 – Stenen, 1548 – Stene, 1562 – Steinen, Stoinen, 1616 – Stehnen und 1791 schließlich Stöhna.
Nach 1305 wurde kein Herrensitz mehr erwähnt, sondern die Grundherrschaft besaßen die Rittergüter Imnitz und später Böhlen. Stöhna hatte keine eigene Kirche. Es war wechselnd nach Zwenkau und Pulgar eingepfarrt und ab 1924 nach Böhlen.
Verwaltungsmäßig gehörte Stöhna bis 1856 zum Amt Pegau, bis 1875 zum Gerichtsamt Zwenkau, dann zur Amtshauptmannschaft Leipzig und ab 1952 zum Kreis Borna.

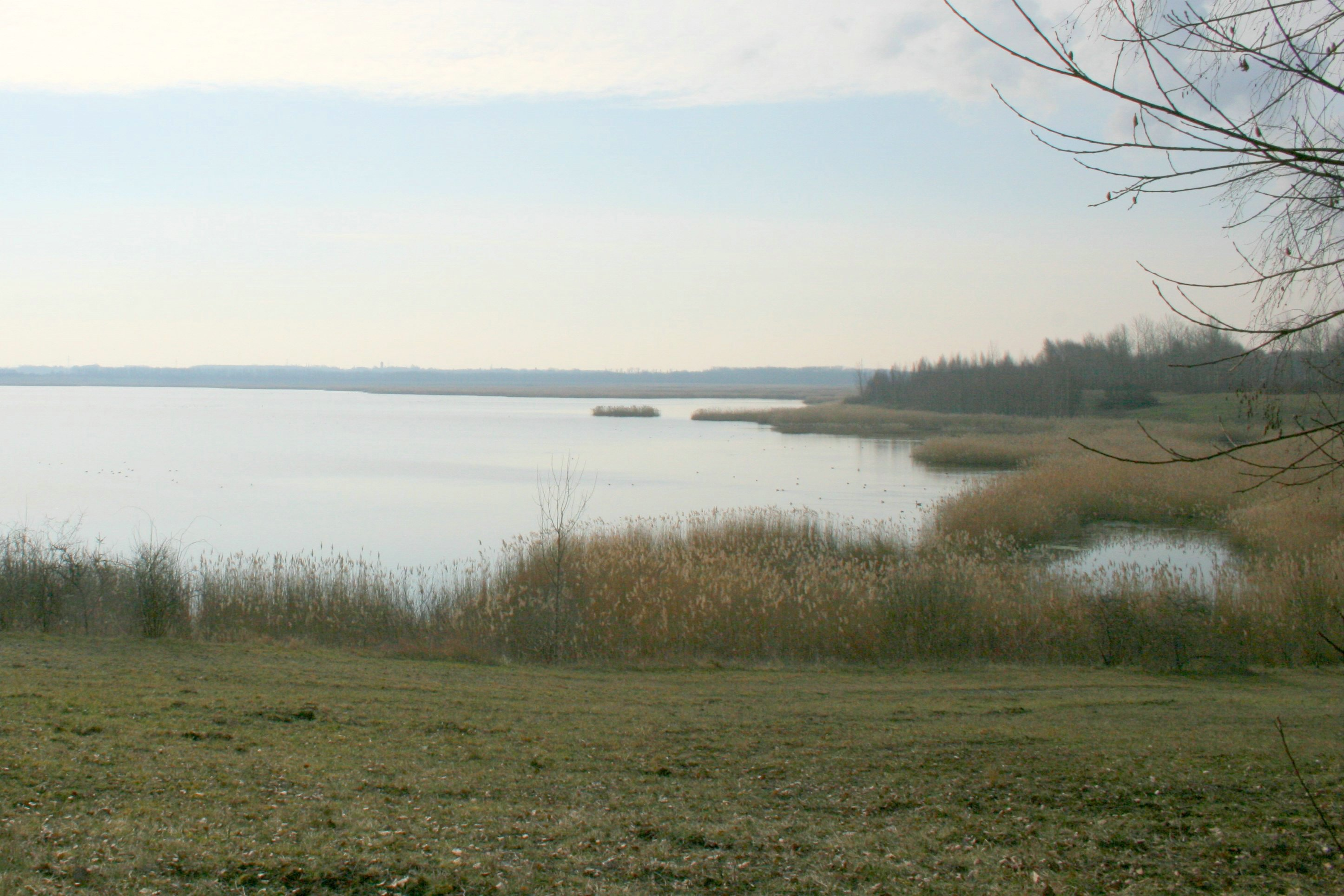
Hochwasserrückhaltebecken Stöhna.
Die Lage des Ortes war am jenseitigen Ufer.

Die Entwicklung der Einwohnerzahl von Stöhna verlief wie folgt:
| Jahr      | 1834 | 1871 | 1890 | 1910 | 1925 | 1939 | 1946 | 1950 |
| --------- | ---- | ---- | ---- | ---- | ---- | ---- | ---- | ---- |
| Einwohner | 157  | 190  | 199  | 219  | 245  | 556  | 768  | 839  |

Ab 1955 wurden 792 Einwohner von Stöhna umgesiedelt, der Ort devastiert und das Gelände vom Braunkohlentagebau Espenhain in Anspruch genommen. Die Pleiße wurde nach Westen verlegt und begradigt. Nach der Rekultivierung des Geländes befindet sich die Stelle des ehemaligen Ortes am südwestlichen Rand des Rückhaltebeckens Stöhna und zum Teil unter der jetzigen Bundesstraße 95. Die Fläche der Gemarkung des ehemaligen Dorfes Stöhna wurde am 1. Januar 1960 Böhlen zugeschlagen.